# Abfertigung (Luftverkehr)
Unter Abfertigung (englisch Ground Handling) werden im Luftverkehr alle Dienstleistungen rund um das Flugzeug am Flughafen erfasst, inklusive der Güterabfertigung, Gepäckabfertigung und Passagierabfertigung, der Ausstellung und Kontrolle der für den Transport notwendigen Dokumente und der Versorgung des Flugzeugs mit Betriebsstoffen und Catering.

## Allgemeines
Dokumente sind Flugtickets und Gepäckscheine für Passagiere und Warenbegleitpapiere für Frachtgut. Die Abfertigung beginnt mit dem Check-in am Check-in-Schalter und endet mit dem Boarding oder der Verladung im Frachtflugzeug. Abfertigung sind alle Dienstleistungen, die für abfliegende, ankommende oder umsteigende Passagiere erbracht werden. Im Einzelnen gehören hierzu die Fluggastabfertigung, Gepäckabfertigung, Vorfelddienste, Betankung, Catering und die Reinigung.

## Abfertigung von Flugzeugen

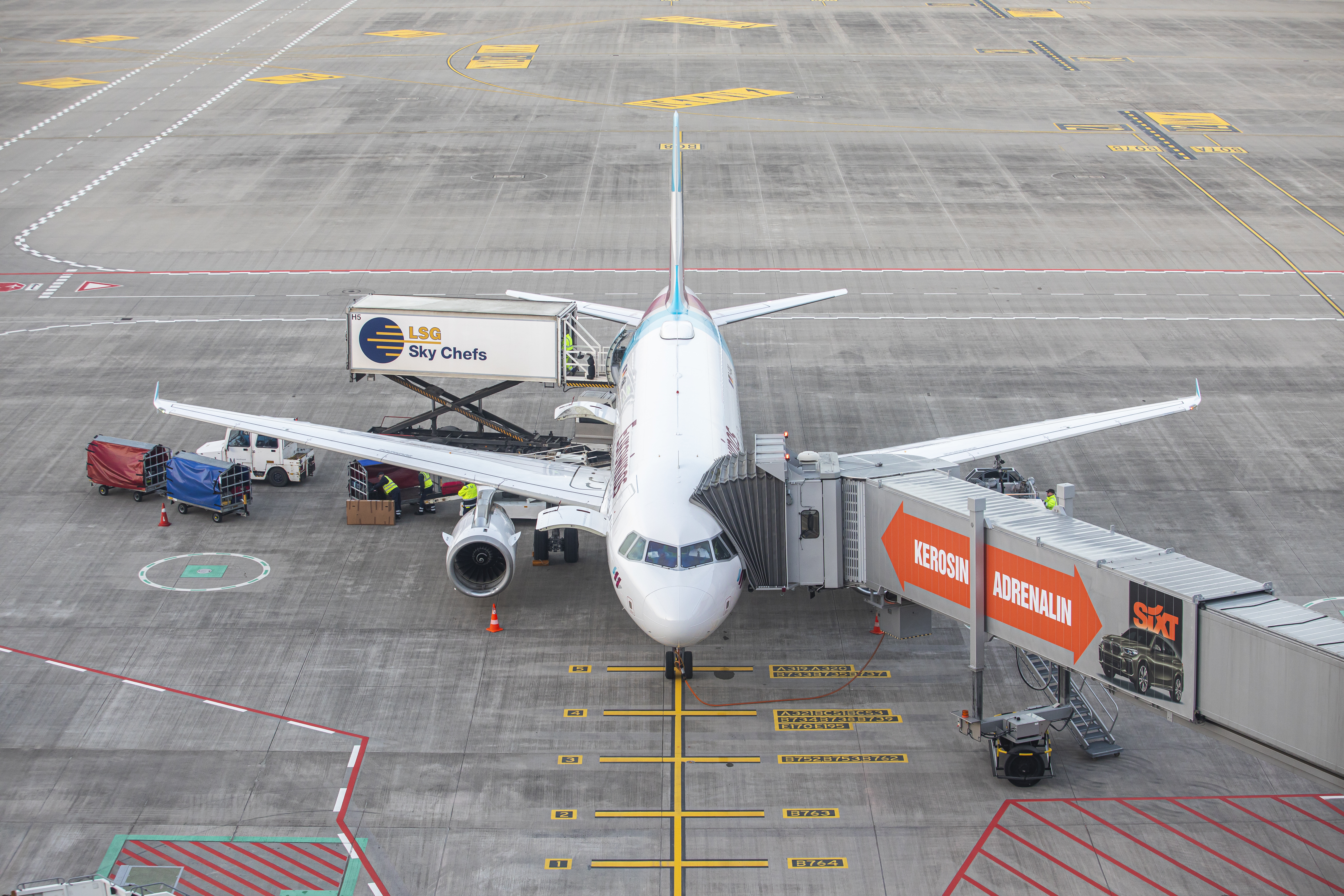
Abfertigung eines Flugzeuges am Flughafen Berlin Brandenburg

Als Abfertigung eines Flugzeuges bezeichnet man im Flugverkehr die Vorbereitung eines Flugzeuges auf den nächsten Flug.
Die einzelnen Schritte der Abfertigung sind davon abhängig, ob das Flugzeug an diesem Tag erstmals bereitgestellt wird oder ob sich das Flugzeug bereits in einem Umlauf (Turnaround) befindet, d. h. an diesem Tag bereits Flughäfen angeflogen hat. Die komplexen Abläufe, die möglichst zeitsparend und sicher ablaufen sollen, werden durch einen Operator (Planung) und einen Ramp Agent (Kontrolle der korrekten Durchführung) koordiniert. Zu den einzelnen Prozessschritten gehören unter anderem:
- Ankommende Maschine einwinken und sichern (Chocks, Pylonen), Kontaktaufnahme mit dem Piloten
- Bodenstromversorgung
- Ent- bzw. Beladung des Gepäcks (bzw. bei einem Frachtflugzeug die Fracht)
- Betankung
- die Versorgung mit Lebensmitteln (Catering)
- die Reinigung der Passagierkabine
- Toiletten- und Frischwasserservice
- gegebenenfalls Enteisung
- Pushback

## Abfertigung der Passagiere

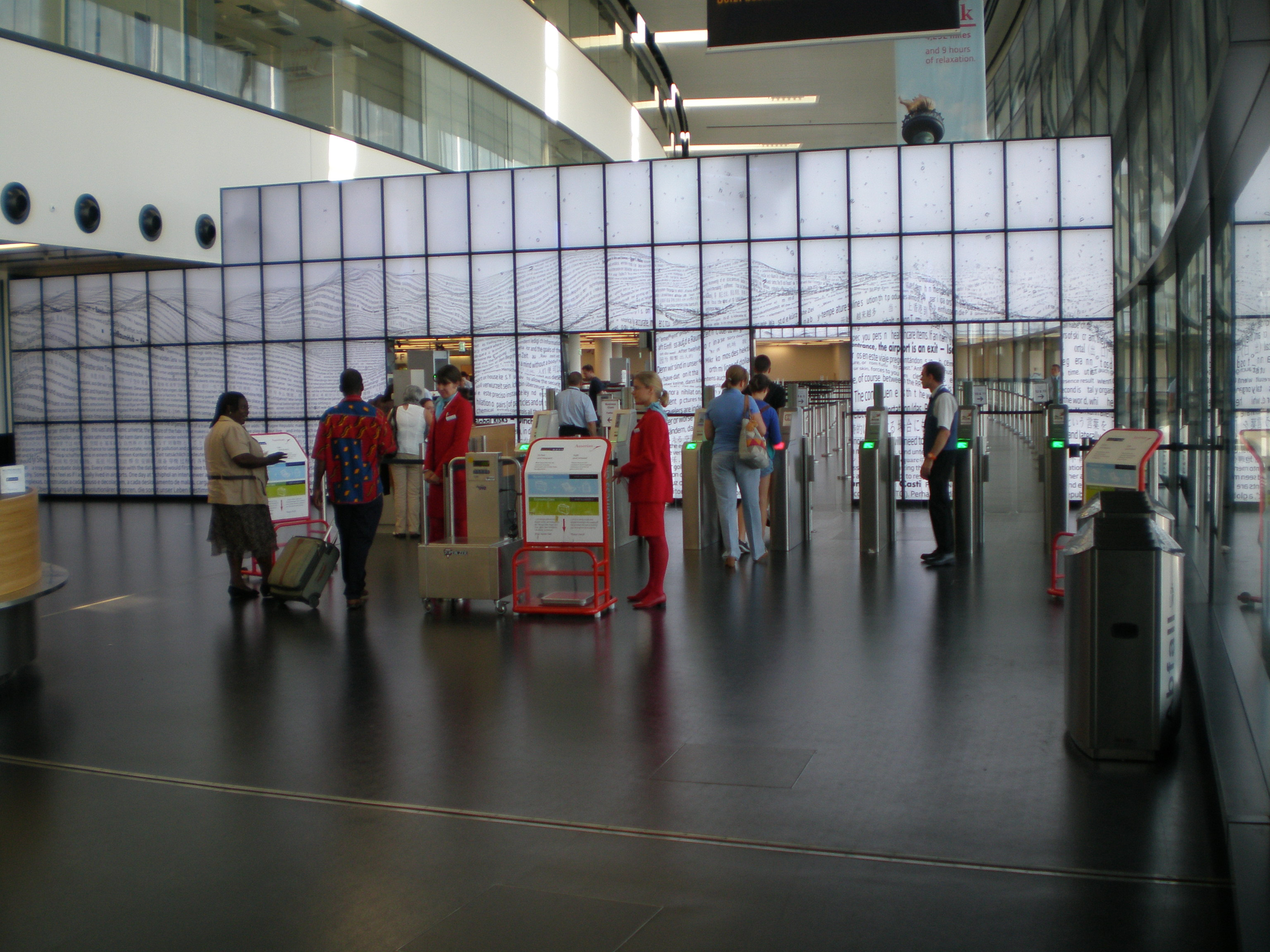
Bordkartenkontrolle am Flughafen Wien-Schwechat

Unter Abfertigung im Passagierflugverkehr versteht man alle Kundenkontakte und Serviceleistungen, die vom Einchecken des Fluggastes für einen Flug (in der Regel in der Abfertigungshalle) bis zum Betreten des Flugzeugs reichen. Die Abfertigung wird entweder durch die Fluggesellschaft selber vorgenommen oder durch eine Abfertigungsgesellschaft (Handling Agent).
Für den reibungslosen Ablauf werden umfangreiche Prozessbeschreibungen festgelegt, an die sich auch der Handling Agent zu halten hat. Zu diesen Prozessen gehören u. a.:
- die Handhabung von Flugtickets,
- das Check-In-Verfahren, das durch technische und organisatorische Maßnahmen unterschiedlich gestaltet sein kann (beispielsweise beim Vorabend-Check-In, der es Fluggästen erlaubt, am Vortag ihr Gepäck aufzugeben),
- Regeln der Sitzplatzvergabe (beispielsweise Berücksichtigung von Plätzen, die für behinderte Personen oder für Familien mit Kleinkindern besonders geeignet sind),
- Behandlung des Handgepäcks,
- Begrenzungen für Anzahl, Größe und Gewicht von Reisegepäck in Abhängigkeit von der Beförderungsklasse,
- Maßnahmen im Falle von Verspätung oder Annullierung (beispielsweise Umbuchungsregeln, Ausgabe von Hotelgutscheinen etc.)

## Abfertigungshalle (Terminal)
Die Abfertigungshalle ist ein wesentlicher Bestandteil der Flughafeninfrastruktur.

## Abfertigungsschalter

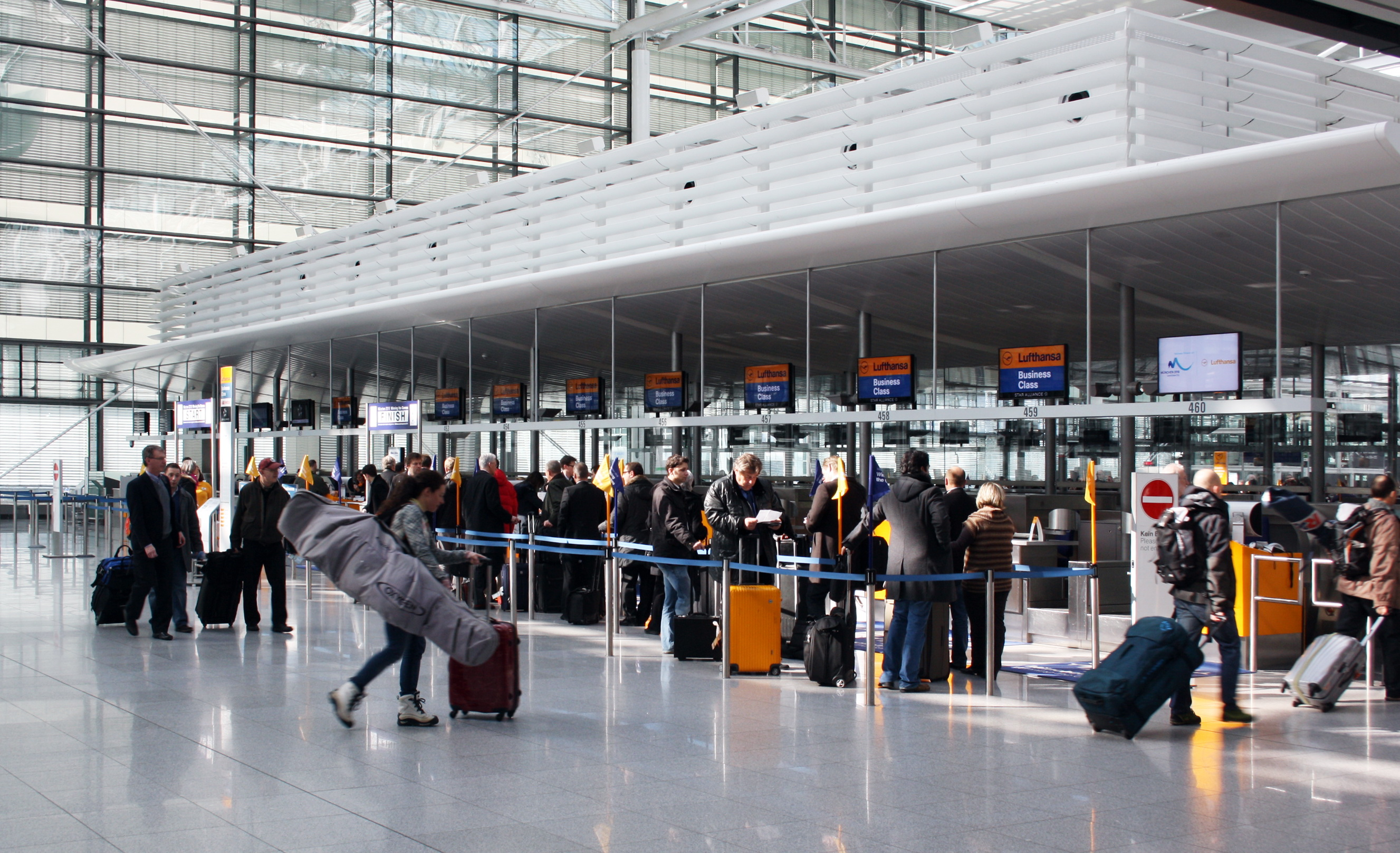
Abfertigungsschalter am Flughafen München

Als Abfertigungsschalter bezeichnet man im Flugverkehr den Bereich, in dem ein Fluggast sich in der Abfertigungshalle für einen Flug eincheckt. Besetzt ist dieser Abfertigungsschalter entweder durch Personal der Fluggesellschaft selbst oder durch einen Abfertiger, der für die Fluggesellschaft alle Serviceleistungen vom Einchecken des Fluggastes bis zum Betreten des Flugzeugs durch den Passagier erbringt.

## Abfertigungsgesellschaft
Als Abfertiger oder Abfertigungsgesellschaft bezeichnet man einen Dienstleister, der für eine Fluggesellschaft die Serviceleistungen vom Einchecken des Fluggastes in der Abfertigungshalle bis zum Besteigen des Flugzeuges durch den Fluggast erbringt. Die Gesellschaft erhält für die Erbringung dieser Abfertigungsleistung, die in ihren genauen Prozessbeschreibungen in der Regel von der Fluggesellschaft detailliert vorgeschrieben ist, neben einer Grundvergütung eine von der Anzahl der Passagiere abhängige Abfertigungsgebühr.
Der Zugang zum Markt der Bodenabfertigungsdienste in der Europäischen Union ist seit 1996 schrittweise liberalisiert worden. Die Richtlinie 96/67/EG gilt für alle dem gewerblichen Luftverkehr offen stehenden Flughäfen in der EU, die jährlich mindestens zwei Millionen Fluggäste oder 50.000 Tonnen Fracht zu verzeichnen haben. Es wird unterschieden zwischen Selbstabfertigung, also Fluggesellschaften, die ihre Bodenabfertigung selbst erbringen und Drittabfertigung durch Dienstleister. Dies können entweder Tochtergesellschaften des jeweiligen Flughafenbetreibers sein oder privatwirtschaftliche Unternehmen. Eine Abfertigungslizenz darf an deutschen Flughäfen laut Bodenabfertigungsdienst-Verordnung (BADV) für die Dauer von maximal sieben Jahren erteilt werden und muss vor Vergabe europaweit ausgeschrieben werden.
An Flughäfen in Deutschland, Österreich und der Schweiz sind unter anderem folgende Abfertigungsgesellschaften tätig, die nicht Tochtergesellschaften des jeweiligen Flughafenbetreibers sind:
| Abfertigungsgesellschaft       | Flughafen (Laufzeit der Lizenz)                          |
| ------------------------------ | -------------------------------------------------------- |
| Acciona                        | Düsseldorf (2016–2023)                                   |
| AeroGround                     | Hamburg (2020–2027)                                      |
| Airline Assistance Switzerland | Berlin (2023–2029), Wien (2020–2026), Zürich (2018–2025) |
| Aviapartner                    | Düsseldorf, Hannover                                     |
| Dnata                          | Genf, Zürich                                             |
| LOSCH Airport Service          | Memmingen, Stuttgart (2017–2024)                         |
| Swissport                      | Basel, Berlin (2023–2029), Genf, München, Zürich         |
| Wisag                          | Berlin (2023–2029), Frankfurt, Köln                      |

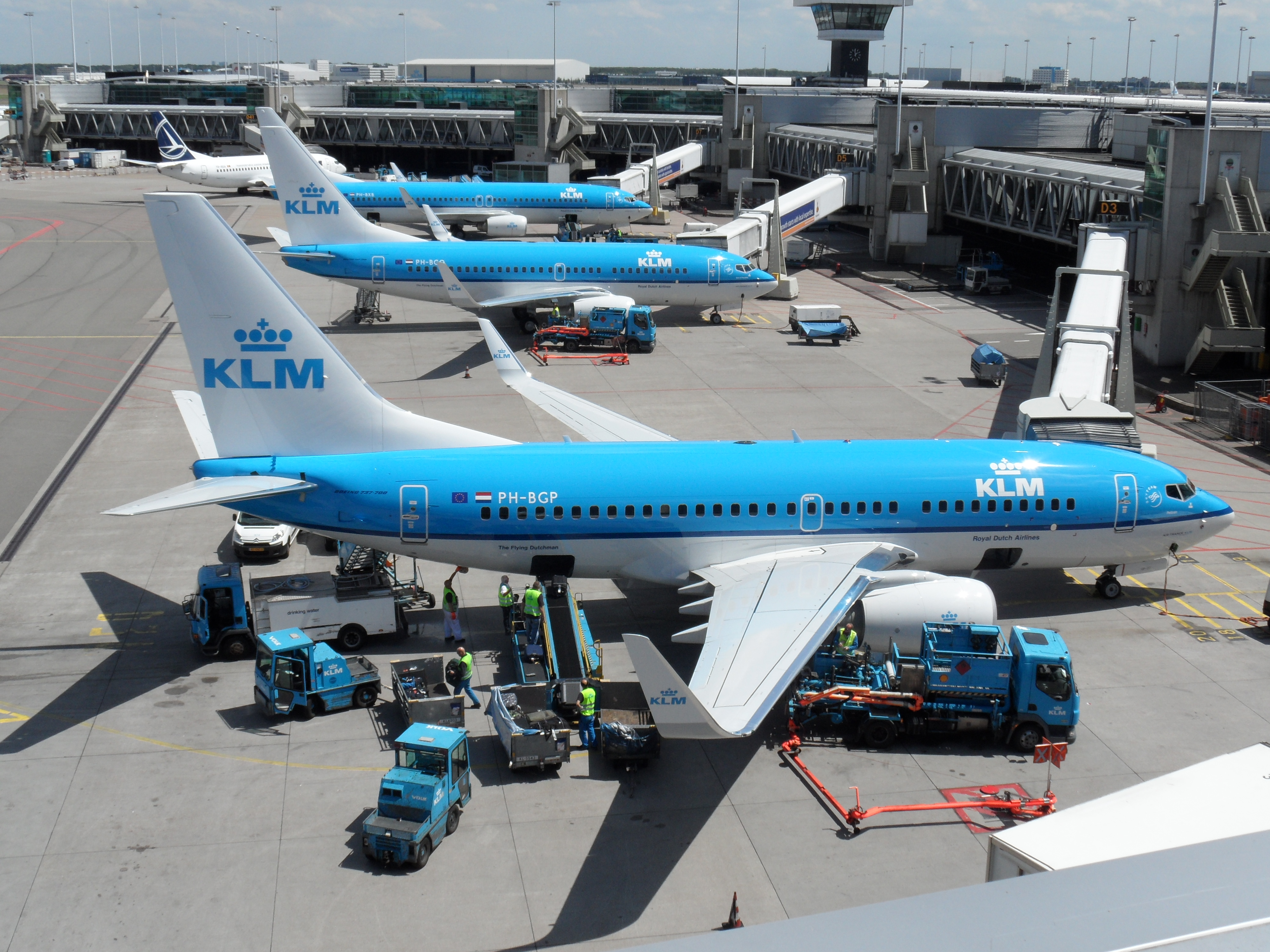
Selbstabfertigung von KLM in Amsterdam Schiphol

Weitere europäische Abfertigungsgesellschaften sind unter anderem:
- Alyzia (Frankreich)
- Aviator Airport Alliance Europe AB (Schweden)
- Baltic Ground Services UAB (Litauen)
- Cobalt Ground Solutions Ltd (Großbritannien)
- Goldair Handling S.A. (Griechenland)
- groundforce (GLOBALIA HANDLING, S.A. UNIPERSONAL) (Spanien)
- groundforce PORTUGAL (Serviços Portugueses de Handling, SA) (Portugal)
- John Menzies plc (Großbritannien)
- WFS Worldwide Flight Services (Frankreich)